# Hyundai Trajet
Le Hyundai Trajet est un grand monospace construit par Hyundai Motor de 2000 à 2008. Il succède au Hyundai Santamo, un Mitsubishi Space Wagon rebadgé.
Avec ses 4,70 m de long, le Trajet est plus proche d'un Grand Espace (4,79 m) que d'un Espace "normal" (4,52 m). Il offre des prestations beaucoup plus affûtées que le Hyundai Satellite, qui dérive d'un véhicule utilitaire.

## Motorisations
Conscient du faible intérêt rencontré par les grands monospaces essence en France, Hyundai n'importe pas la version 2.7 V6 de 173 ch, mais seulement le 2.0 136 ch. Le plus gros des ventes concerne désormais le nouveau 2.0 CRDi à injection directe par rampe commune de 112 ch. Ce même moteur équipe aussi les Elantra et Santa Fe.

## Finition
Les deux moteurs sont proposés dans la même finition GLS Confort. Leur présentation est rigoureusement identique : baguettes latérales, calandre et poignées de portière chromées, barre de toit, peinture métallisée. L'équipement apparaît très complet compte tenu des prix : allumage automatique, ventilation à l'arrière. Le CRDi se distingue par ses airbags latéraux.

## Production
Après un restylage effectué en 2004 (feux arrière revus), la production du Trajet s'arrête en 2008. Il est remplacé par le Hyundai Entourage, cousin du Kia Carnival qui n'a jamais été vendu en Europe.

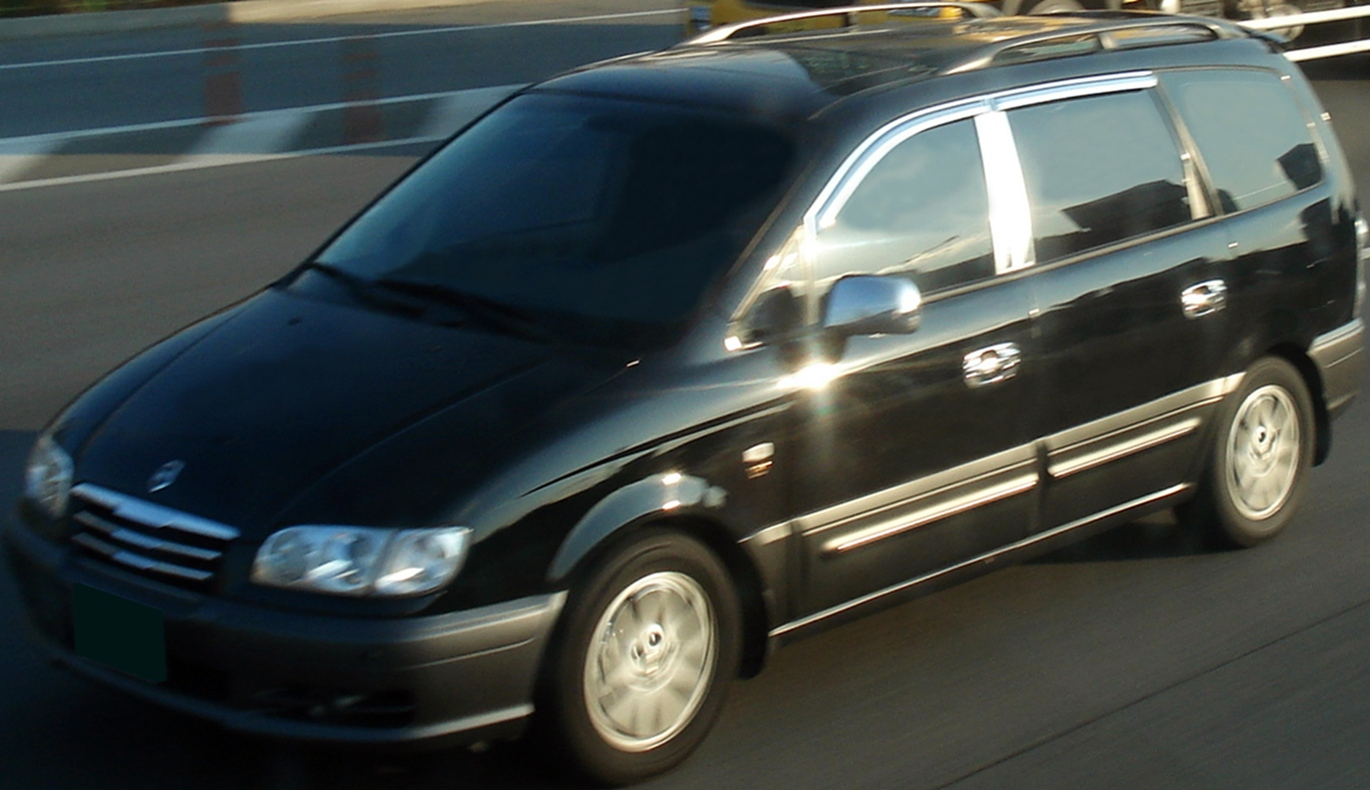
Hyundai Trajet XG Phase II

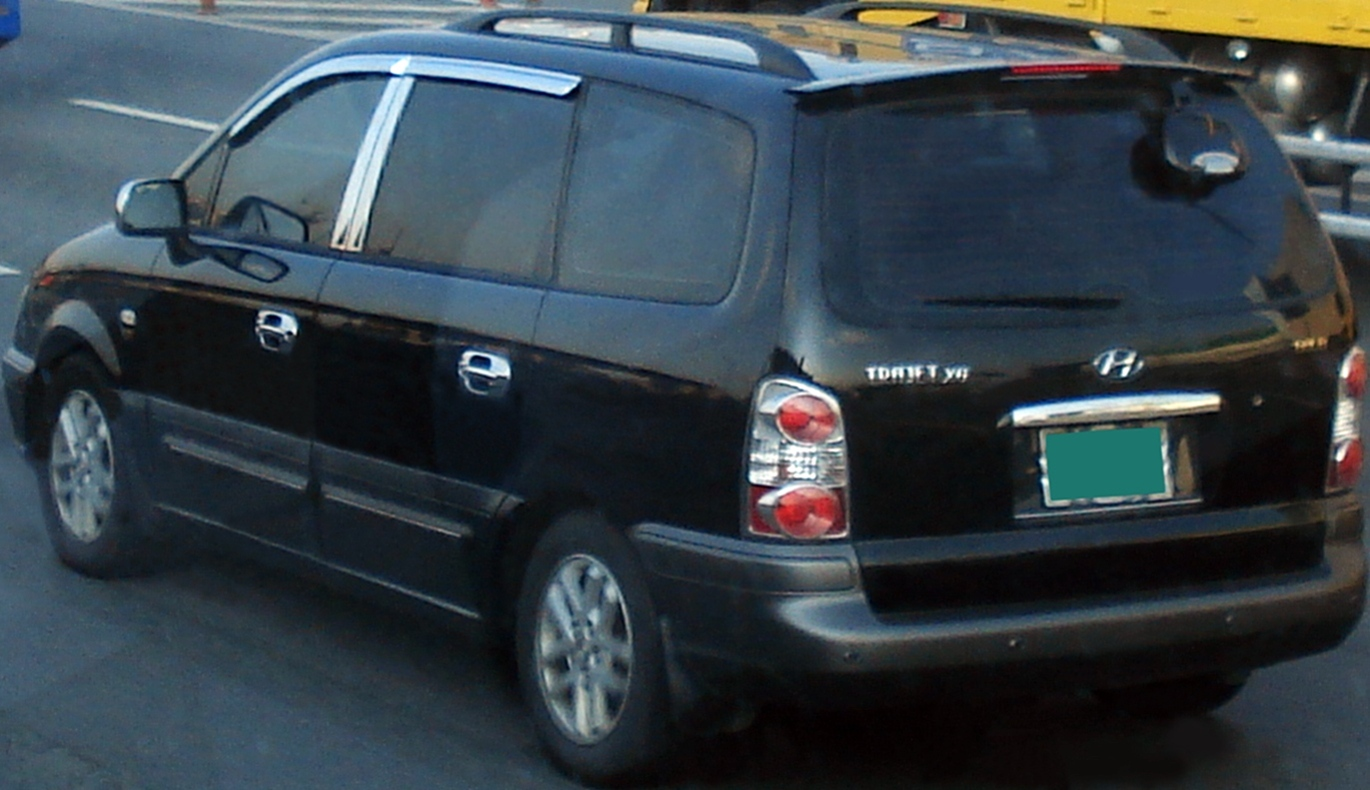
Hyundai Trajet XG Phase II